# Rolie Polie Olie : Les Chevaliers du rire
Pour la série télévisée d'animation, voir Rolie Polie Olie.
Pour plus de détails, voir Fiche technique et Distribution.
Rolie Polie Olie : Les Chevaliers du rire (Rolie Polie Olie: The Great Defender of Fun) est un film d'animation américano-canadien de Ron Pitts, sorti directement en vidéo le 13 août 2002 aux États-Unis et diffusé sur Playhouse Disney.
En France, le film est également diffusé à partir du 25 décembre 2002 sur France 5 dans l'émission Midi les Zouzous, et puis sur Playhouse Disney et Piwi.
Il est inspiré de la série télévisée d'animation homonyme Rolie Polie Olie (1998-2004).

## Synopsis
Aujourd'hui est un jour spécial à polie Ville : c'est l'anniversaire de la petite Zoé, et tout le monde veut célebrer cette fête dans la gaieté. Mais il y'a un nuage noir : quelque part, au-dessus de la planète Polie se situe un vaisseau spatial pirate où vit Tristus Maximus, le terrible pirate du sourire, c'est l'ennemi des anniversaires, le maître de la tristesse. Maximus n'a jamais eu de fête d'anniversaire pour lui seul et n'aime pas trop les préparatifs. Le boucanier du plaisir n'est qu'un vieux robot rouillé et râleur. Avec son armée de robots brutals, il va gâcher la fête avec son joyus absorbus, un aspirateur qui lui permettra de plonger la planète Polie dans la tristesse et la mauvaise humeur. « Plus de rire pour personne » est la devise du pirate. Si personne ne l'arrête, la planète Polie va sombrer dans la morosité et deviendra aussi sombre que la maison de Maximus : la galaxie Tristesse.

## Fiche technique
- Titre original : Rolie Polie Olie: The Great Defender of Fun
- Titre français : Rolie Polie Olie : Les Chevaliers du rire
- Réalisation : Ron Pitts
- Scénario : Nadine Van der Velde, d'après les personnages de William Joyce
- Storyboard : Andrew Tan, Lance Taylor, Christophe Villez
- Musique : Brent Barkman, Pete Coulman, Carl Lenox
- Production : Guillaume Hellouin, Pamela Lehn
- Sociétés de production : Sparx Animation Studios, Nelvana, Playhouse Disney
- Sociétés de distribution : Disney Television Animation, Walt Disney Home Entertainment
- Pays d'origine :  Canada /  États-Unis
- Langue originale : anglais
- Format : couleur — Digital  — 16/9 — Dolby Digital
- Genre : animation
- Durée : 70 minutes
- Dates de sortie :
  - États-Unis / Canada : 13 août 2002
  - France : 25 décembre 2002

## Distribution

### Voix originales
- Cole Caplan : Olie
- Kristen Bone : Zowie (Zoé)
- James Woods : Gloomius Maximus (Tristus Maximus)
- Joshua Tucci : Billy Bevel
- Kylie Fairlie : Space Boy / Young Dad
- Rob Smith : Spot / Space Dog
- Catherine Disher : Mom / TV Journalist
- Adrian Truss : Dad / Gizmo
- Michael Cera : Young Gizmo
- Rebecca Brenner : Pollie Pi
- Noah Reid : Screwy
- Al Mukadam : Wheelie
- Len Carlson : Pappy / TV Announcer
- Paul Haddad : Willy Jollie
- Juan Chioran : Wally Jollie
- Neil Crone : Doctor Geary
- Philip Williams : Baxter
- Ellen-Ray Hennessy : Bonita
- Sunday Muse : Binky
- Jake Goldsbie : Junior Littlegreen
- Richard Binsley : Gene Littlegreen
- Jim Hanks : Lieutenant Bois
- Paige O'Hara : Pollie Carol
- Miguel Ferrer : Robot bleu

### Voix françaises
- Brigitte Lecordier : Olie
- Jessica Monceau : Zoé
- Denis Boileau : Papa
- Françoise Dasque : Maman
- Michel Castelain : Pépé
- Elliot Weill : Billy